# Ehud Netzer
Ehud Netzer (en hebreo אהוד נצר: Jerusalén, 13 de mayo de 1934–28 de octubre de 2010) fue un arqueólogo, profesor y arquitecto israelí.
Conocido por sus excavaciones durante más de tres décadas en Herodión, cerca de Belén y al sur de Jerusalén, en 2007 encontró la tumba de Herodes y descubrió la Sinagoga de Wadi Qelt; el templo judío más antiguo que se ha encontrado.

## Biografía
Hijo de los educadores israelíes Joseph y Puah, cambió su apellido Menczel a Netzer debido a la complejidad y los errores recurrentes en la ortografía de su nombre en la lengua hebrea. Estudió en el prestigioso Technion y se graduó de arquitecto en 1958.
Como estudiante de pregrado, pasó sus vacaciones de verano en las excavaciones de Masada con el famoso arqueólogo Yigael Yadin y más tarde completó el informe oficial de excavación para el sitio. Allí conoció a su futura esposa, Devorah Dove, otra arqueóloga y con quien tuvo cuatro hijos: Chana, Ruti, Yael y Yossef, todos viven en Israel.
En 1978 obtuvo un doctorado en arqueología de la Universidad Hebrea de Jerusalén por su tesis sobre los palacios de Herodes en Herodión y Jericó. En 1981 se convirtió en profesor de su Instituto de Arqueología, las materias que enseñó combinaron arquitectura y arqueología.
Finalmente sería reconocido como el experto más importante del mundo en arquitectura herodiana.

### Muerte
El 25 de octubre de 2010, cayó y resultó seriamente herido cuando una barandilla cedió en la excavación de Herodión. Murió de sus heridas tres días después, en el Centro Médico Hadassah.

## Carrera
Inició y dirigió excavaciones en varios proyectos de construcción de Herodes I el Grande, el antiguo rey de Judea. Luego de la muerte de Yadin, Netzer dirigió la restauración del Masada en nombre de la Autoridad de Parques Nacionales de Israel.
Fue arquitecto jefe para la restauración y excavación del barrio judío de la ciudad vieja de Jerusalén (1967-1975), Mishkenot Sha'ananim y Yemin Moshe. También, diseñó edificios públicos en Egipto.
De 1985 a 1993, dirigió la expedición de la Universidad Hebrea a Séforis; en la parte baja de Galilea y descubrió una sinagoga. Su piso de mosaico ha sido expuesto en el Museo Judío de Nueva York.

### Herodión
Herodión es un enorme palacio de fortaleza, en forma de cono, construido por Herodes a las afueras de Belén. El antiguo historiador Flavio Josefo, había escrito que la tumba de Herodes estaba situada en su palacio fortificado aquí emplazado. Encerrado dentro de la colina artificial había un palacio de la fortaleza, que anteriormente había sido el foco de las excavaciones dirigidas en 1962-67 por Virgilio Corbo y Stanislao Loffreda del jerosolimitano Studium Biblicum Franciscanum.
En 1972, comenzó a excavar en el enorme y complejo palacio. Su primera fase de trabajo continuó hasta 1987, mientras excavaba estructuras palaciegas. Regresó a la excavación en 1997 y continuaría hasta su muerte. A partir de 2006, las excavaciones revelaron una rampa serpenteando alrededor de la colina desde el complejo del palacio inferior y el estadio. A lo largo de su camino se descubrió un teatro y una escalera monumental, que condujo más allá de una plataforma y restos que, en mayo de 2007, Netzer identificó como la probable tumba de Herodes. Encontró el sarcófago destrozado en cientos de pedazos, como lo describió Flavio Josefo: «fue destrozado por disidentes judíos durante la primera guerra judeo-romana, entre el 66 y el 72».
En octubre de 2013, los arqueólogos Joseph Patrich y Benjamin Arubas desafiaron la identificación de la tumba como la de Herodes. Según ellos, la tumba es demasiado modesta para ser la de Herodes y tiene varias características improbables. Roi Porat, que sustituyó a Netzer como líder de excavación tras la muerte de este último, se mantuvo firme en la identificación.

### Jericó
En 1968, inició y dirigió excavaciones a gran escala en el sitio del palacio de invierno de Herodes en Jericó.
Excavó en Jericó hasta finales de los años 1980. En el oasis descubrió nuevas alas del palacio de invierno de Herodes, así como un palacio de invierno asmoneo que contiene una serie de piscinas y jardines.
Este es el principal yacimiento arqueológico que ha sobrevivido de ese período en la historia judía. El complejo incluye la sinagoga Shalom Al Yisrael, construida en los años 60 a. C. e identificada en 1998 como la sinagoga más antigua que se ha encontrado.

## Obras
En 2001 publicó su obra Los Palacios asmoneos y Herodes el Grande. ISBN: 978-965-217-187-0
Su trabajo más destacado fue La arquitectura de Herodes, el gran constructor, publicada en 2008. ISBN: 978-0-8010-3612-5

### Aportes en publicaciones
- La arquitectura de Herodes, el gran constructor. Mohr Siebeck, Tübingen 2006 (Textos y estudios en el judaísmo antiguo, Bd. 117)
- Las excavaciones de la Universidad Hebrea en Séforis durante los años 1992-1996. Qadmoniot, 1997. N.º 113, páginas 2–21.
- Desarrollo arquitectónico de Séforis durante los períodos romano y bizantino, en: Arqueología y Galilea: Textos y Contextos, 1997. Páginas 117–130.
- Promesa y redención: un mosaico de la sinagoga de Séforis. Museo de Israel, 1996.
- Nuevas pruebas para romanos tardíos y la bizantina Séforis, en: El cercano oriente romano y bizantino: Arqueología reciente (1995), páginas 162–176.
- Séforis y Jerusalén,1994. Sociedad de Exploración de Israel, 71 Páginas.
- Mosaicos bizantinos en Séforis: nuevos hallazgos, 1992. Israel Museum Journal, N.º 10; páginas 75–80.